# Iced Earth
Iced Earth – amerykański zespół powermetalowy założony w Tampie na Florydzie w 1984 roku. Jego liderem jest Jon Schaffer. Zespół łączy style heavy metalu, metalu progresywnego, opery i speed metalu z power metalem.  Teksty Iced Earth dotyczą szerokiego zakresu moralności, egzystencji, przemiany, a także religii, filozofii czy fantastyki. Dodatkowo album The Glorious Burden zawierał utwory mówiące o historii, przeżyciach i odczuciach bohaterów historycznych, oraz o wydarzeniach, które wpłynęły na świat i ludzi.

## Muzycy

### Obecny skład zespołu
- Jon Schaffer – gitara, keyboard, śpiew (od 1985)
- Luke Appleton – gitara basowa (od 2012)
- Jake Dreyer – gitara (od 2016)
- Stu Block – śpiew (od 2011)
- Brent Smedley – perkusja (1996–1997, 1998–1999, 2006–2013, od 2015)

### Muzycy koncertowi
- Dennis Hayes – gitara basowa (2007)
- Ralph Santolla – gitara (2003–2004)
- Jon Dette – perkusja (2013–2015)
- Rick Risberg – keyboard (1999)

### Byli członkowie zespołu
- Greg Seymour – perkusja (1985–1989)
- Gene Adam – śpiew (1985–1991)
- Dave Abell – gitara basowa (1987–1996)
- Randy Shawver – gitara (1988–1998)
- Mike McGill – perkusja (1989–1991)
- Richey Secchiari – perkusja (1991–1992)
- John Greely – śpiew (1991–1993)
- Rodney Beasley – perkusja (1992–1995)
- Matt Barlow – śpiew (1993–2003, 2007–2011)
- Mark Prator – perkusja (1995–1996, 1997–1998)
- James MacDonough – gitara basowa (1996–2000, 2001–2004)
- Keith Menser – gitara basowa (1996)
- Larry Tarnowski – gitara (1998–2003)
- Steve DiGiorgio – gitara basowa (2000–2001)
- Richard Christy – perkusja (2000–2004)
- Tim Owens – śpiew (2003–2007)
- Bobby Jarzombek – perkusja (2004–2006)
- James "Bo" Wallace – gitara basowa (2006–2007)
- Tim Mills – gitara (2006–2007)
- Ernie Carletti – gitara (2006)
- Freddie Vidales – gitara basowa (2008–2012)
- Troy Seele – gitara (2007–2016)[2]

## Dyskografia

### Albumy studyjne
| 1990                           | Iced Earth - Data: 1990 - Wydawca: Century Media Records                                             | –  | –   | –  | –  | –  | –  | –  | –  | –   | –   |  |
| 1991                           | Night of the Stormrider - Data: 1 listopada 1991 - Wydawca: Century Media Records                    | –  | –   | –  | –  | –  | –  | –  | –  | –   | 60  |  |
| 1995                           | Burnt Offerings - Data: 1 kwietnia 1995 - Wydawca: Century Media Records                             | –  | –   | –  | –  | –  | –  | –  | –  | –   | –   |  |
| 1996                           | The Dark Saga - Data: 23 lipca 1996 - Wydawca: Century Media Records                                 | –  | –   | –  | –  | –  | –  | –  | –  | –   | –   |  |
| 1998                           | Something Wicked This Way Comes - Data: 7 lipca 1998 - Wydawca: Century Media Records                | 19 | –   | 50 | –  | –  | –  | –  | –  | –   | –   |  |
| 1999                           | The Melancholy E.P. (EP) - Data: 19 kwietnia 1999 - Wydawca: Century Media Records                   | –  | –   | –  | –  | –  | –  | –  | –  | –   | –   |  |
| 2001                           | Horror Show - Data: 26 czerwca 2001 - Wydawca: Century Media Records                                 | 28 | 90  | 32 | 86 | –  | –  | –  | –  | –   | –   |  |
| 2002                           | Tribute to the Gods - Data: 16 października 2002 - Wydawca: Century Media Records                    | –  | –   | –  | –  | –  | –  | –  | –  | –   | –   |  |
| 2004                           | The Glorious Burden - Data: 12 stycznia 2004 - Wydawca: Steamhammer Records                          | 15 | 80  | 24 | 77 | 30 | 87 | 69 | 39 | 145 | 199 |  |
| 2007                           | Framing Armageddon (Something Wicked Part 1) - Data: 11 września 2007 - Wydawca: Steamhammer Records | 19 | 77  | 36 | 56 | –  | 60 | 84 | 28 | 79  | 162 |  |
| 2008                           | The Crucible of Man (Something Wicked Part 2) - Data: 9 września 2008 - Wydawca: Steamhammer Records | 28 | 86  | 34 | 39 | 35 | 63 | 72 | 46 | 79  | –   |  |
| 2011                           | Dystopia - Data: 17 października 2011 - Wydawca: Century Media Records                               | 23 | 107 | 51 | 53 | 34 | 85 | 61 | 29 | 67  | –   |  |
| 2014                           | Plagues of Babylon - Data: 6 stycznia 2014 - Wydawca: Century Media Records                          | 5  | 126 | 27 | 23 | –  | 85 | 83 | –  | 49  | –   |  |
| 2017                           | Incorruptible - Data: June 16 czerwca 2017 - Wydawca: Century Media Records                          | 15 | 104 | 18 | -  | 47 | -  | 29 | –  | 42  | –   |  |
| "—" pozycja nie była notowana. | |    |     |    |    |    |    |    |    |     |     |  |

### Single
| 2003                           | The Reckoning          | –  | –  | 42 | The Glorious Burden                           |
| 2007                           | Overture of the Wicked | 17 | 75 | 71 | Framing Armageddon (Something Wicked Part 1)  |
| 2008                           | I Walk Among You       | –  | 74 | —  | The Crucible of Man (Something Wicked Part 2) |
| "—" pozycja nie była notowana. |                        |    |    |    |                                               |

### Albumy koncertowe
| 1999                           | Alive in Athens - Data: 19 lipca 1999 - Wydawca: Century Media Records            | 55 | –  |
| 2013                           | Live in Ancient Kourion - Data: 15 kwietnia 2013 - Wydawca: Century Media Records | 31 | 37 |
| "—" pozycja nie była notowana. |                                                                                   |    |    |

### Inne
| Rok  | Tytuł |
| ---- | --- |
| 1989 | Enter the Realm (demo) - Data: 12 kwietnia 1989 - Wydawca: brak (wydanie własne)                                                      |
| 1996 | A Tribute to Judas Priest: Legends of Metal (kompilacja różnych wykonawców) - Data: 23 września 1996 - Wydawca: Century Media Records |
| 1997 | Days of Purgatory (kompilacja) - Data: 21 kwietnia 1997 - Wydawca: Century Media Records                                              |
| 2002 | Dark Genesis (kompilacja) - Data: 5 marca 2002 - Wydawca: Century Media Records                                                       |
| 2004 | The Blessed and The Damned (kompilacja) - Data: 26 lipca 2004 - Wydawca: Century Media Records                                        |
| 2008 | Enter the Realm of the Gods (kompilacja) - Data: 31 marca 2008 - Wydawca: Century Media Records                                       |

## Wideografia
| 2005                           | Gettysburg (1863) (DVD) - Data: 6 czerwca 2005 - Wydawca: Steamhammer Records          | –  |
| 2006                           | Alive in Athens (DVD) - Data: 30 października 2006 - Wydawca: Century Media Records    | –  |
| 2011                           | Festivals Of The Wicked (DVD) - Data: 27 czerwca 2011 - Wydawca: Century Media Records | 51 |
| "—" pozycja nie była notowana. |                                                                                        |    |